# Дрізд тристанський
Дрі́зд тристанський (Turdus eremita) — вид горобцеподібних птахів родини дроздових (Turdidae). 

## Поширення
Цей вид є ендеміком островів Тристан-да-Кунья у Південній Атлантиці, що належать Великій Британії. Він трапляється на островах Тристан, Неприступний, Найтінгейл, Міддл і Столтенгоф.
У 1972—1974 роках розміри популяції островів були оцінені таким чином: Тристан 40-60 пар; Недоступний 100—500 пар; Найтінгейл 300—500; Міддл 20-40; і Столтенгоф 10-20 пар. У 1980-х роках популяцію птахів на острові Неприступний було переглянуто до 850 пар, а загальну популяцію виду до 6000 птахів.

## Спосіб життя
Вид використовує практично всі доступні середовища існування, включаючи всипані валунами берегові лінії, купини, кущі папороті та вологі пустелі. Харчується випадково мертвими птахами, рибними субпродуктами, кухонними залишками, яйцями та пташенятами інших птахів, а також дощовими черв'яками та безхребетними, отриманими з листя та детриту. Розмноження відбувається у вересні-лютому. Гніздо являє собою грубу чашку зі сплетених купинок і стебел трави з мохом і листям, розміщене на землі або просто над нею. Відкладає два-три, іноді чотири яйця. Через 20 днів після вилуплення пташенята вилітають з гнізда.

## Підвиди
- Turdus eremita eremita Gould, 1855 (Тристан-да-Кунья)
- Turdus eremita gordoni Stenhouse, 1924 (Неприступний)
- Turdus eremita procax Elliott, 1954 (Найтінгейл, Міддл і Столтенгоф)